# 測試腳本
在软件测试中，測試腳本是一组指令，測試人員會在被测系统上执行指令，以测试被测系统是否按人們的预期运行。有多种方法可以执行測試腳本。手動測試和自動化測試都是執行手段。